# Česká spořitelna
Česká spořitelna es el banco más grande de la República Checa, perteneciente al consorcio bancario austríaco Erste Bank Group. 
El inicio de Česká spořitelna se remonta a 1823, cuando gradualmente comenzó a funcionar como caja de ahorros. Sin embargo, el 12 de febrero se fundó oficialmente, como símbolo de la celebración del cumpleaños del emperador Francisco I. En ese momento, se llamaba Spořitelna česká. Después del acceso del gobierno comunista en Checoslovaquia tras el Golpe de Praga en 1948, Česká spořitelna fue nacionalizada y convertida en la caja de ahorros del Estado hasta su privatización en 1992.
En septiembre de 2000, Erste Bank compró un 52 % de las acciones de Česká spořitelna adquiriéndola, hasta que en 2002 logró la compra de casi la totalidad de las acciones un 98%.